# Mattias Mete
Mattias Mete bzw. Matiyes Mete (* 30. Mai 1987 in Stockholm) ist ein türkisch-schwedischer ehemaliger Fußballspieler.

## Karriere

### Verein
Mete gehört einer der in Schweden zahlreich vorhandenen aramäischen Gemeinden an. So spielte er auch fast ausschließlich bei Vereinen dieser Gemeinschaft, die in Schweden sogar in den oberen Ligen Vertreter aufzuweisen hat.
Da seine Vorfahren aus der Türkei eingewandert sind und die türkische Staatsangehörigkeit besitzen und es in den oberen türkischen Profiligen ein stark begrenztes Ausländerkontingent gibt, wurden türkischstämmige Fußballspieler im Ausland für türkische Vereine interessant. Unter diesen Bedingungen wechselte Mete zusammen mit seinem Gemeindemitglied Nahir Oyal im Januar 2014 als Leihspieler zum Zweitligisten Şanlıurfaspor.
Im April 2014 löste er nach Einvernehmen mit der Vereinsführung seinen Vertrag auf und verließ diesen Klub.
Im Juli 2014 unterschrieb Mete beim schwedischen Verein Husqvarna FF, die die Saison zuvor in die zweite Liga Superettan aufgestiegen sind. Anschließend folgten etwa halbjährlich weitere Vereinswechsel zu Vendsyssel FF, Dalkurd FF, Dardanelspor und zu seinem Jugend- und Debütverein Syrianska FC. Dort blieb Mete für drei Saisons.
Beim schwedischen Fünftligisten Södertälje FK erfüllte er einen letzten Vertrag im Jahr 2019; 2022 spielte er für zwei letzte Partien in der achten Liga bei Nykvarns SK.

### Nationalmannschaft
Mete begann seine Nationalmannschaftskarriere 2003 mit einem Einsatz für die schwedische U-16-Nationalmannschaft. Anschließend durchlief er noch die schwedische U-19-Nationalmannschaft.